# Hockey Club Forte dei Marmi 2021-2022
Questa voce raccoglie le informazioni riguardanti l'Hockey Club Forte dei Marmi nelle competizioni ufficiali della stagione 2021-2022.

## Maglie e sponsor
Lo sponsor ufficiale per la stagione 2021-2022 è GDS Impianti.
| 1ª divisa | 2ª divisa |

## Organico

### Giocatori
Rosa e numerazione, tratte dal sito internet ufficiale del FISR.
| N° | Naz.              | Ruolo | Sportivo            |  |  |  |
| -- | ----------------- | ----- | ------------------- |  |  |  |
| 3  | Spagna (bandiera) | E     | Marc Gual           |  |  |  |
| 4  | Italia (bandiera) | E     | Lorenzo Giovannetti |  |  |  |
| 7  | Italia (bandiera) | E     | Sergio Festa        |  |  |  |
| 9  | Spagna (bandiera) | E     | Pedro Gil Gómez     |  |  |  |
| 10 | Italia (bandiera) | E     | Domenico Illuzzi    |  |  |  |
| 17 | Spagna (bandiera) | E     | Xavier Rubio        |  |  |  |
| 21 | Italia (bandiera) | E     | Giacomo Maremmani   |  |  |  |
| 22 | Italia (bandiera) | P     | Riccardo Gnata      |  |  |  |
| 26 | Italia (bandiera) | E     | Elia Cinquini       |  |  |  |
| 74 | Italia (bandiera) | P     | Leonardo Bertozzi   |  |  |  |

### Staff tecnico
- Allenatore:  Marc Gual
- Allenatore in seconda:  Alessandro Martini
- Preparatore atletico:
- Meccanico:  Andrea Giovannetti e  Daniele Ulivi